# Milan Kučera
Milan Kučera (Jilemnice, 18 giugno 1974) è un ex combinatista nordico ceco.
Agli inizi della carriera, prima della dissoluzione della Cecoslovacchia (1992), gareggiò per la nazionale cecoslovacca.
È figlio di Tomáš, a sua volta combinatista nordico di alto livello.

## Biografia
In Coppa del Mondo esordì l'11 gennaio 1982 a Breitenwang, subito ottenendo il primo podio (3°), e conquistò l'unica vittoria il 18 gennaio 1998 a Chaux-Neuve.
In carriera prese parte a quattro edizioni dei Giochi olimpici invernali, Albertville 1992 (non conclude l'individuale, 6° nella gara a squadre), Lillehammer 1994 (31° nell'individuale, 5° nella gara a squadre), Nagano 1998 (5° nell'individuale, 8° nella gara a squadre) e Salt Lake City 2002 (41° nell'individuale, 35° nella sprint, 9° nella gara a squadre), e a cinque dei Campionati mondiali (4° nell'individuale a Thunder Bay 1995 e nella gara a squadre a Trondheim 1997 i migliori risultati).

## Palmarès

### Mondiali juniores
- 4 medaglie:
  - 2 ori (individuale, gara a squadre a Reit im Winkl 1991)
  - 2 argenti (gara a squadre a Štrbské Pleso 1990; individuale a Breitenwang 1994)

### Coppa del Mondo
- Miglior piazzamento in classifica generale: 11º nel 1998
  - 3 podi (tutti individuali):
  - 1 vittoria
  - 2 terzi posti

#### Coppa del Mondo - vittorie
| Data            | Località    | Nazione | Trampolino           | Spec.       |
| --------------- | ----------- | ------- | -------------------- | ----------- |
| 18 gennaio 1998 | Chaux-Neuve | Francia | La Côté Feuillée K90 | IN NH/15 km |

Legenda:

IN = individuale Gundersen

NH = trampolino normale